# محرك الفضاء (لعبة)
مُحرِّك الفضاء (بالإنجليزية: SpaceEngine) هو لعبة وبرنامج تفاعلي ثلاثي الأبعاد لمؤسسة علمية تعنى بالقبة الفلكية وعلومه تم تطويره بواسطة عالم الفلك والمبرمج الروسي فلاديمير رومانيوك. حيث ينشئ قبة سماوية ثلاثية الأبعاد بمقياس 1:1 تمثل الكون المرصود بأكمله من خلال مزيج من البيانات الفلكية الحقيقية وخوارزميات التوليد الإجرائية الدقيقة علمياً.
يمكن للمستخدمين السفر عبر الفضاء في أي اتجاه أو سرعة، وإلى الأمام أو الخلف في الوقت المناسب.
مازال برنامج محرك الفضاء في حالة تجريبية وقد وصل إلى الإصدار 0.9.8.0E، الذي تم إصداره في أغسطس 2017، وكان ولا يزال متاحاً كتنزيل مجاني لنظام التشغيل مايكروسوفت ويندوز.
أصبح الإصدار التجريبي 0.990 هو أول إصدار مدفوع، وتم إصداره في يونيو 2019 على منصة ستيم الشهير حيث يتمتع البرنامج بدعم كامل لنظارة الواقع الافتراضي.
يتم عرض خصائص الكائنات، مثل درجة الحرارة والكتلة ونصف القطر والطيف الفيزيائي وما إلى ذلك، للمستخدم على شاشة HUD وهنالك نافذة معلومات يمكن الوصول إليها. يمكن للمستخدمين مراقبة الأجرام السماوية التي تتراوح من الكويكبات الصغيرة أو الأقمار إلى مجموعات المجرات الكبيرة، على غرار أجهزة المحاكاة الأخرى مثل سيليستيا وOpenSpace و Gaia Sky و Nightshade NG.
يتضمن الإصدار الافتراضي من برنامج محرك الفضاء أكثر من 130.000 كائن حقيقي، بما في ذلك النجوم من كتالوج هيباركوس، والمجرات من كتالوج الفهرس العام الجديد، والعديد من السدم المعروفة، وجميع الكواكب الخارجية المعروفة ونجومها.